# ترسیده در حد مرگ (فیلم ۱۹۸۱)
«ترسیده در حد مرگ» (انگلیسی: Scared to Death (1981 film)) فیلمی در ژانر ترسناک و علمی–تخیلی است که در سال ۱۹۸۰ منتشر شد.